# Вінченцо Фйорілло
Вінченцо Фйорілло (італ. Vincenzo Fiorillo, нар. 13 січня 1990, Генуя) — італійський футболіст, воротар клубу «Салернітана».
Виступав, зокрема, за клуб «Пескара», а також молодіжну збірну Італії.

## Клубна кар'єра
Народився 13 січня 1990 року в місті Генуя.
У дорослому футболі дебютував 2007 року виступами за команду «Сампдорія», в якій провів три сезони, взявши участь у 4 матчах чемпіонату. 
Згодом з 2010 по 2014 рік грав у складі команд «Реджина», «Сампдорія», «Спеція» та «Ліворно».
Своєю грою за останню команду привернув увагу представників тренерського штабу клубу «Пескара», до складу якого приєднався 2014 року. Відіграв за пескарський клуб наступні сім сезонів своєї ігрової кар'єри. Більшість часу, проведеного у складі «Пескари», був основним голкіпером команди.
До складу клубу «Салернітана» приєднався 2021 року. Станом на 25 травня 2024 року відіграв за команду з Салерно 6 матчів в національному чемпіонаті.

## Виступи за збірні
У 2006 році дебютував у складі юнацької збірної Італії (U-17), загалом на юнацькому рівні взяв участь у 19 іграх, пропустивши 21 гол.
У 2009 році залучався до складу молодіжної збірної Італії. На молодіжному рівні зіграв у 3 офіційних матчах, пропустив 4 голи.